# Coupe du Portugal de football 1976-1977
Navigation
1975-1976 1977-1978

La Coupe du Portugal de football 1976-1977 est la 37e édition de la Coupe du Portugal de football, considéré comme le deuxième trophée national le plus important derrière le championnat. 
La finale est jouée le 18 mai 1977, au stade des Antas à Porto, entre le FC Porto et le Sporting Clube de Braga. Le FC Porto remporte son quatrième trophée en battant le SC Braga 1 à 0 et se qualifie pour la Coupe d'Europe des vainqueurs de coupe de football 1977-1978.

## Finale
| 18 mai 1977 | FC Porto         | 1 - 0   | Sporting Clube de Braga | Stade des Antas à Porto        |                                |
|             |                  | (0 - 0) |                         | Arbitrage : António Porém Luís | Arbitrage : António Porém Luís |
|             | Feuille de match |         |                         | Arbitrage : António Porém Luís | Arbitrage : António Porém Luís |